# Stazione meteorologica di Sarzana-Luni
La stazione meteorologica di Sarzana-Luni è la stazione meteorologica di riferimento per il servizio meteorologico dell'Aeronautica Militare e per l'Organizzazione Mondiale della Meteorologia, relativa alla pianura di Luni.

## Coordinate geografiche
La stazione meteo si trova nell'Italia nord-occidentale, in Liguria, in provincia della Spezia, nel territorio comunale di Sarzana, a 10 metri s.l.m. e alle coordinate geografiche 44°05′18.03″N 9°59′09.88″E.

## Medie climatiche ufficiali

### Dati climatologici 1971-2000
In base alle medie climatiche del periodo 1971-2000, le più recenti in uso, la temperatura media del mese più freddo, gennaio, è di +7,3 °C, mentre quella del mese più caldo, agosto, è di +23,4 °C; mediamente si contano 17 giorni di gelo all'anno e 25 giorni con temperatura massima uguale o superiore ai +30 °C. I valori estremi di temperatura registrati nel medesimo trentennio sono i -9,0 °C del gennaio 1985 e i +38,2 °C dell'agosto 1985.
Le precipitazioni medie annue si attestano a 894 mm, mediamente distribuite in 89 giorni di pioggia, con minimo relativo in estate, picco massimo in autunno e massimo secondario in primavera per gli accumuli.
L'umidità relativa media annua fa registrare il valore di 73,4 % con minimo di 70 % a luglio e massimi di 77 % ad ottobre e a novembre; mediamente si contano 6 giorni di nebbia all'anno.
Di seguito è riportata la tabella con le medie climatiche e i valori massimi e minimi assoluti registrati nel trentennio 1971-2000 e pubblicati nell'Atlante Climatico d'Italia del Servizio Meteorologico dell'Aeronautica Militare relativo al medesimo trentennio.
| Sarzana-Luni (1971-2000)        | Mesi        | Mesi        | Mesi        | Mesi        | Mesi        | Mesi        | Mesi        | Mesi        | Mesi        | Mesi        | Mesi        | Mesi        | Stagioni | Stagioni | Stagioni | Stagioni | Anno  |
| Sarzana-Luni (1971-2000)        | Gen         | Feb         | Mar         | Apr         | Mag         | Giu         | Lug         | Ago         | Set         | Ott         | Nov         | Dic         | Inv      | Pri      | Est      | Aut      | Anno  |
| ------------------------------- | ----------- | ----------- | ----------- | ----------- | ----------- | ----------- | ----------- | ----------- | ----------- | ----------- | ----------- | ----------- | -------- | -------- | -------- | -------- | ----- |
| T. max. media (°C)              | 11,3        | 12,3        | 14,6        | 17,1        | 21,7        | 25,2        | 28,7        | 28,8        | 24,9        | 20,2        | 15,0        | 12,1        | 11,9     | 17,8     | 27,6     | 20,0     | 19,3  |
| T. min. media (°C)              | 3,3         | 3,7         | 5,6         | 8,1         | 11,9        | 15,2        | 17,8        | 17,9        | 14,8        | 11,3        | 7,0         | 4,4         | 3,8      | 8,5      | 17,0     | 11,0     | 10,1  |
| T. max. assoluta (°C)           | 18,4 (1983) | 20,0 (1991) | 24,0 (1974) | 26,2 (1975) | 31,4 (1986) | 34,8 (1990) | 36,4 (1993) | 38,2 (1985) | 34,2 (1975) | 29,0 (1985) | 24,0 (1999) | 18,6 (1984) | 20,0     | 31,4     | 38,2     | 34,2     | 38,2  |
| T. min. assoluta (°C)           | −9,0 (1985) | −5,0 (1999) | −4,9 (1971) | −1,4 (1997) | 3,8 (1991)  | 7,8 (1986)  | 10,4 (2000) | 7,6 (1989)  | 6,0 (1996)  | 0,0 (1997)  | −3,6 (1988) | −6,6 (1996) | −9,0     | −4,9     | 7,6      | −3,6     | −9,0  |
| Giorni di calura (Tmax ≥ 30 °C) | 0           | 0           | 0           | 0           | 0           | 3           | 10          | 11          | 1           | 0           | 0           | 0           | 0        | 0        | 24       | 1        | 25    |
| Giorni di gelo (Tmin ≤ 0 °C)    | 6           | 4           | 2           | 0           | 0           | 0           | 0           | 0           | 0           | 0           | 1           | 4           | 14       | 2        | 0        | 1        | 17    |
| Precipitazioni (mm)             | 63,4        | 57,5        | 59,8        | 89,1        | 61,5        | 47,8        | 25,4        | 49,4        | 101,5       | 140,3       | 123,5       | 74,4        | 195,3    | 210,4    | 122,6    | 365,3    | 893,6 |
| Giorni di pioggia               | 9           | 8           | 8           | 9           | 8           | 6           | 3           | 4           | 6           | 10          | 9           | 9           | 26       | 25       | 13       | 25       | 89    |
| Giorni di nebbia                | 1           | 1           | 1           | 0           | 0           | 0           | 0           | 0           | 0           | 1           | 1           | 1           | 3        | 1        | 0        | 2        | 6     |
| Umidità relativa media (%)      | 74          | 71          | 71          | 74          | 73          | 73          | 70          | 71          | 74          | 77          | 77          | 76          | 73,7     | 72,7     | 71,3     | 76       | 73,4  |

### Dati climatologici 1961-1990
In base alla media trentennale di riferimento 1961-1990, ancora in uso per l'Organizzazione meteorologica mondiale e definita Climate Normal (CLINO), la temperatura media del mese più freddo, gennaio, si attesta a +7,3 °C; quella del mese più caldo, luglio, è di +23 °C; si contano, mediamente, 18 giorni di gelo all'anno.
La nuvolosità media annua si attesta a 4,1 okta, con minimo di 2,7 okta a luglio e massimo di 4,8 okta a gennaio.
Le precipitazioni medie annue, superiori ai 1.100 mm e distribuite mediamente in 88 giorni (eventi anche di forte intensità), presentano un minimo in estate e un picco massimo che si sviluppa tra l'autunno e la primavera.
L'umidità relativa media annua fa registrare il valore di 71,3 % con minimo di 68 % a marzo e massimi di 74 % ad ottobre e a novembre.
| Sarzana-Luni (1961-1990)     | Mesi  | Mesi | Mesi  | Mesi  | Mesi | Mesi | Mesi | Mesi | Mesi | Mesi  | Mesi  | Mesi  | Stagioni | Stagioni | Stagioni | Stagioni | Anno    |
| Sarzana-Luni (1961-1990)     | Gen   | Feb  | Mar   | Apr   | Mag  | Giu  | Lug  | Ago  | Set  | Ott   | Nov   | Dic   | Inv      | Pri      | Est      | Aut      | Anno    |
| ---------------------------- | ----- | ---- | ----- | ----- | ---- | ---- | ---- | ---- | ---- | ----- | ----- | ----- | -------- | -------- | -------- | -------- | ------- |
| T. max. media (°C)           | 11,1  | 12,3 | 14,3  | 17,1  | 21,4 | 25,0 | 28,5 | 28,5 | 25,1 | 20,5  | 15,1  | 12,0  | 11,8     | 17,6     | 27,3     | 20,2     | 19,2    |
| T. min. media (°C)           | 3,4   | 4,0  | 5,6   | 8,2   | 11,7 | 15,2 | 17,7 | 17,5 | 15,0 | 11,3  | 6,8   | 4,1   | 3,8      | 8,5      | 16,8     | 11,0     | 10,0    |
| Giorni di gelo (Tmin ≤ 0 °C) | 6     | 3    | 2     | 0     | 0    | 0    | 0    | 0    | 0    | 0     | 1     | 5     | 14       | 2        | 0        | 1        | 17      |
| Nuvolosità (okta al giorno)  | 4,8   | 4,5  | 4,7   | 4,7   | 4,5  | 3,8  | 2,7  | 2,9  | 3,3  | 3,9   | 4,5   | 4,5   | 4,6      | 4,6      | 3,1      | 3,9      | 4,1     |
| Precipitazioni (mm)          | 138,6 | 97,6 | 100,6 | 101,8 | 83,8 | 53,1 | 28,1 | 56,6 | 79,6 | 148,7 | 139,7 | 120,0 | 356,2    | 286,2    | 137,8    | 368,0    | 1 148,2 |
| Giorni di pioggia            | 11    | 8    | 9     | 9     | 8    | 5    | 3    | 4    | 6    | 9     | 8     | 8     | 27       | 26       | 12       | 23       | 88      |
| Umidità relativa media (%)   | 73    | 69   | 68    | 72    | 72   | 71   | 69   | 70   | 71   | 74    | 74    | 73    | 71,7     | 70,7     | 70       | 73       | 71,3    |

## Valori estremi

### Temperature estreme mensili dal 1970 ad oggi
Nella tabella sottostante sono riportati i valori delle temperature estreme mensili dal 1970 ad oggi, con il relativo anno in cui sono state registrate. Nel periodo esaminato, la temperatura minima assoluta ha toccato i -9,0 °C nel gennaio 1985 mentre la massima assoluta ha raggiunto i +38,3 °C nell'agosto 2025. Da segnalare, infine, che il 20 dicembre 2009 la stazione classica ha raggiunto i -6,2 °C, sfiorando il record mensile, mentre quella automatica DCP di controllo (codice WMO 16127) ha toccato i -7,8 °C nella medesima giornata, superando di fatto il record mensile ma senza che possa venire omologato il dato registrato.
| Sarzana-Luni (1970-2025) | Mesi        | Mesi        | Mesi        | Mesi        | Mesi        | Mesi        | Mesi        | Mesi        | Mesi        | Mesi        | Mesi        | Mesi        | Stagioni | Stagioni | Stagioni | Stagioni | Anno |
| Sarzana-Luni (1970-2025) | Gen         | Feb         | Mar         | Apr         | Mag         | Giu         | Lug         | Ago         | Set         | Ott         | Nov         | Dic         | Inv      | Pri      | Est      | Aut      | Anno |
| ------------------------ | ----------- | ----------- | ----------- | ----------- | ----------- | ----------- | ----------- | ----------- | ----------- | ----------- | ----------- | ----------- | -------- | -------- | -------- | -------- | ---- |
| T. max. assoluta (°C)    | 18,4 (1983) | 20,0 (1991) | 24,4 (2021) | 26,4 (2025) | 32,6 (2022) | 37,2 (2025) | 37,0 (2025) | 38,3 (2025) | 34,4 (2024) | 29,4 (2023) | 24,4 (2004) | 19,2 (2004) | 20,0     | 32,6     | 38,3     | 34,4     | 38,3 |
| T. min. assoluta (°C)    | −9,0 (1985) | −5,0 (1999) | −4,9 (1971) | −3,6 (2003) | 3,8 (1991)  | 7,8 (1986)  | 10,4 (2000) | 7,6 (1989)  | 6,0 (1996)  | 0,0 (1997)  | −3,6 (1988) | −6,6 (1996) | −9,0     | −4,9     | 7,6      | −3,6     | −9,0 |